# ロヴァニエミの戦い
ロヴァニエミの戦い(芬:Rovaniemen valtaus)はラップランド戦争で行われた戦い。戦いはフィンランド機甲師団とドイツ第20山岳師団によってロヴァニエミ南部で行われた。この戦闘に先立ち、町はドイツ軍によってさんざんに破壊された。
ロヴァニエミの町はフィンランド北部ラップランドの県都であった。第二次世界大戦の間はフィンランド北東のペツァモの北海を望む港リーナハマリに続く重要な交通の拠点として使われた。
継続戦争が始まった1941年、フィンランド政府はソ連との戦闘に備え、ラップランド地方の国境防衛を同盟国であるドイツと協力することを決め、この地にドイツ第20山岳兵団の駐留を認めた。その後この地点を中心としてペツァモのニッケル鉱山を占領し、ペツァモ近郊からムルマンスク攻略作戦を発起し、更に連合国のソ連への物資の輸送を阻んだ。更にロヴァニエミはドイツの作戦本部が置かれており、ドイツ空軍ルフトヴァッフェの第五航空艦隊の基地にもなるなどフィンランド北部でのドイツの本拠地になっていた。
ドイツ守備隊とラップランド住民の関係は非常に友好的であった。しかし、フィンランドがソ連と分離講和をしてからは悪化していた。ドイツ軍は20万を超える兵力をフィンランド国内に持っており、それらドイツ軍は未だソ連軍と戦争中であった。ソ連側はフィンランドにドイツ軍を2週間以内に領土内から追い立てるように求めたが、それは不可能な課題であった。ドイツ軍はフィンランドと特に戦わずにゆるゆると退却していた。しかし、ソ連との条約を守っていることを示すためにフィンランド軍はドイツ軍と戦闘。トルニオの戦いでソ連軍にその証拠を示した。また、トルニオ作戦と同時にフィンランド機甲部隊は北部のロヴァニエミに対しての進軍を開始した。
トルニオの戦い以降、ドイツのフィンランド方面の将軍ロタール・レンデュリックはラップランドでの焦土作戦を命令した。この作戦は1942年に既に用意されていた通りに行われた。
ロヴァニエミへの焦土作戦はフィンランド軍の接近を知ったドイツ軍によって1944年10月10日に行われた。木造建築の多かったこの地区では火災が6日間続き、13棟の建物しか残らなかった。ラップランドの町に住む住民はドイツ軍との衝突を予測して、9月には既に避難を完了しており、ラップランド地方の町はもぬけの殻であった。このため住民の被災者はなかった。